# 1607 Mavis
1607 Mavis eller 1950 RA är en asteroid i huvudbältet som upptäcktes den 3 september 1950 av den sydafrikanske astronomen E. L. Johnson i Johannesburg. Den har fått sitt namn efter Mavis Bruwer, fru till astronomen Jacobus Albertus Bruwer.
Asteroiden har en diameter på ungefär 12 kilometer.